# Гузарєви-Борови
Гузарєви-Борови (рос. Гузаревы-Боровы) — присілок в Пушкіногорському районі Псковської області Російської Федерації.
Населення становить 7 осіб. Входить до складу муніципального утворення Муніципальне утворення Пушкіногор'я.

## Історія
Від 2015 року входить до складу муніципального утворення Муніципальне утворення Пушкіногор'я.

## Населення
| 2001 | 2002 | 2010 |
| ---- | ---- | ---- |
| 9    | →9   | ↘7   |